# Mesjid Beurabo
Mesjid Beurabo is een bestuurslaag in het regentschap Pidie van de provincie Atjeh, Indonesië. Mesjid Beurabo telt 269 inwoners (volkstelling 2010).